# Chhindwara
Chhindwara é uma cidade e um município no distrito de Chhindwara, no estado indiano de Madhya Pradesh.

## Geografia
Chhindwara está localizada a 22° 04′ N, 78° 56′ L. Tem uma altitude média de 675 metros (2214 pés).

## Demografia
Segundo o censo de 2001, Chhindwara tinha uma população de 122 309 habitantes. Os indivíduos do sexo masculino constituem 52% da população e os do sexo feminino 48%. Chhindwara tem uma taxa de literacia de 76%, superior à média nacional de 59,5%; com a literacia masculina sendo de 81% e a litreacia feminina de 71%. 12% da população está abaixo dos 6 anos de idade.